# Kira Panagiakyrkan, Karpathos
Kira Panagiakyrkan är en liten grekisk-ortodox (Konstantinopels ekumeniska patriarkat) kyrkobyggnad belägen på den östra delen av ön Karpathos i regionen Sydegeiska öarna, i sydöstra Grekland.

## Historik
Kira Panagiakyrkan på Karpathos har anor från 500-talet.

## Inventarier
Inne i kyrkan finns en ikon föreställande Jungfru Maria (Guds Moder) som anses vara mirakulös.